# Katharina Wagner
Katharina Friederike Wagner (Bayreuth, 21 de maig de 1978) és una directora d'escena alemanya i codirectora del Festival de Bayreuth des de 2008 juntament amb Eva Wagner-Pasquier.
Filla de Wolfgang Wagner i Gudrun Wagner, és la besneta del compositor Richard Wagner (i rebesneta de Franz Liszt), va ser designada pel seu pare com a successora del festival al costat de la seva mitja germana Eva Wagner-Pasquier, després d'una publicitada disputa familiar.
Ha dirigit les posades en escena de Der fliegende Holländer a Würzburg, Lohengrin a Budapest, Rienzi a Bremen i Els mestres cantaires de Nuremberg a Bayreuth. Posades en escena, provocatives i polititzades. És per això que les seves extravegàncies són saludades amb esbroncs de rebot, així a Els mestres cantaires de Nuremberg, on gosa alterar les característiques que defineixen als personatges. Hans Sachs i Walter von Stolzing són presentats com a retrògrads, en tant Beckmesser és com un progressista de l'art, en un escenari incongruent.
El juny de 2009 va prometre obrir els arxius secrets sobre els llaços entre la seva àvia Winifred Wagner i el règim nazi.